# Polittico di Montefiore dell'Aso
Il Polittico di Montefiore dell'Aso è un dipinto a tempera e oro su tavola di Carlo Crivelli, databile al 1471 circa e oggi smembrato tra musei europei e americani. Si trovava originariamente nella chiesa di San Francesco a Montefiore dell'Aso (provincia di Ascoli Piceno). Nel Polo museale di San Francesco a Montefiore restano oggi sei pannelli che sono stati ricomposti a formare un arbitrario trittico, detto Trittico di Montefiore.

## Storia
La datazione del polittico di basa su scarsi documenti e su questioni stilistiche. Si sa che nel 1478 era già completo e installato in chiesa, mentre sulla base delle affinità con altre opere si può circoscrivere al 1470-1473 circa la data di esecuzione. Per una certa influenza di Niccolò Alunno nella predella, l'opera secondo Federico Zeri dovrebbe essere anteriore al Polittico del 1472, quindi riferibile al 1471 circa.
Ignorato dalle fonti antiche come Luigi Lanzi o Amico Ricci, il polittico subì una sorte analoga nei primi studi critici sull'attività dell'artista, come quelli di Crowe-Cavalcaselle, o di Rushforth (1900), che tuttavia citò la Madonna a Bruxelles, suo scomparto centrale.
Riscoperto solo più tardi, quando ormai era irrimediabilmente smembrato, è oggi considerata un'opera cardine del catalogo crivellesco. Fu smembrato nel XIX secolo, come ricorda un documento del 1872 riferito a qualche anno prima: «i P.P. francescani vendettero, con dispiacere del paese, alcuni quadri del Crivelli per oltre mille scudi... con il pretesto di restaurare il convento». La parte centrale passò per le mani dell'antiquario romano Vallati, presso il quale, nel 1858, fu visto da Mündher. Un anno dopo la Pietà entrava alla National Gallery di Londra.
I pannelli superstiti a Montefiore vennero ricomposti in un trittico ed esposti, fino al 2007, nella chiesa di Santa Lucia. Prima che la critica prendesse coscienza dell'esistenza originaria di un polittico, il carattere anomalo del "trittico" contribuì a far sottovalutare l'opera e misconoscerne la paternità (L. Venturi, Geiger, Testi, Berenson, Serra). La serie di giudizi negativi si interruppe con la mostra del 1950 ad Ancona, quando il Trittico fu esposto come opera interamente autografa di Carlo, venendo poi accolto dal Pallucchini, dal Podestà e da altri. La Maddalena fu addirittura scelta da André Chastel per illustrare la sua monografia sull'arte italiana del Rinascimento.
Una prima ricostruzione del polittico fu proposta da Zampetti nel 1952, a cui Federico Zeri associò una prima ricomposizione della predella, riconsiderando l'intero insieme (1961).

## Descrizione
Il polittico è organizzato su due registri, uno centrale con figure a dimensione intera e uno superiore con mezze figure sotto arcatelle. Anche la predella, in basso, doveva mostrare tredici scomparti con mezze figure organizzate come se si affacciassero da un loggiato e rappresentanti Gesù benedicente al centro degli apostoli; è anche possibile che i pannelli di predella fossero di meno.
Primo registro
- Madonna in trono col Bambino, 180x65 cm, Bruxelles, Musées Royaux des Beaux-Arts de Belgique
- Santa Caterina d'Alessandria, 174x54 cm, Montefiore dell'Aso, Polo museale di San Francesco
- San Pietro apostolo, 174x54 cm, Montefiore dell'Aso, Polo museale di San Francesco
- Santa Maria Maddalena, 174x54 cm, Montefiore dell'Aso, Polo museale di San Francesco
- San Francesco, 180x54 cm, Bruxelles, Musées Royaux des Beaux-Arts de Belgique

Secondo registro
- Pietà, 72,5x55,5 cm, Londra, National Gallery
- Beato Giovanni Duns Scoto, 74x54 cm, Montefiore dell'Aso, Polo museale di San Francesco
- Santa Chiara, 74x54 cm, Montefiore dell'Aso, Polo museale di San Francesco
- San Ludovico da Tolosa, 74x54 cm, Montefiore dell'Aso, Polo museale di San Francesco
- Un pannello perduto

Predella
- Redentore benedicente, 30,3x21,6, Williamstown, Clark Art Institute
- Sant'Andrea, 30x22,5 cm, Honolulu, Honolulu Academy of Arts
- San Giovanni evangelista, 31x23 cm, Detroit, Detroit Institute of Arts
- San Pietro, 31x23 cm, Detroit, Detroit Institute of Arts
- Apostolo con cartiglio, 30x21 cm, New York, Metropolitan Museum
- Apostolo barbuto, 30x22 cm, Honolulu, Honolulu Academy of Arts
- San Luca, 30x20,5 cm, Banbury (Oxfordshire), Upton House
- Apostolo leggente, 30x20,5 cm, Banbury (Oxfordshire), Upton House
- Tre o cinque pannelli perduti.

## Stile
Il Polittico di Montefiore dell'Aso, assieme al Polittico di Porto San Giorgio e quello di Ascoli rappresenta il momento centrale, di massima autonomia e creatività, nell'arco creativo del Crivelli. Alla consueta esuberanza decorativa, l'artista fuse infatti una forte componente psicologica di ciascun personaggio, che evita però, a differenza di altre opere, di scivolare nel grottesco. Sottilissime appaiono anzi le corrispondenze e le analogie tra le varie figure, legate a una ricerca spirituale spesso acutissima.
Nella Maddalena, dalla forte caratterizzazione del volto in cui c'è chi vi ha voluto vedere una qualche espressione di malizia, "impreveduti e bellissimi sbocciano i particolari dal cartoccio rosso-nero del manto: un aureo fantasma senza peso è il vaso degli unguenti fra il guizzar delle dita, e solo per convenzione può chiamarsi ricamo la pioggia di raggi e di fiamme sulla fenice araldica, degna di un incisore tedesco. Pur nella sua ricchezza, la decorazione non è protagonista del quadro. Proprio perché quando l'amor del fasto e il virtuosismo artigianesco par che stiano per soverchiare il pittore, proprio allora egli scopre l'individuo. Ma quei santi non fanno mai pensare a ritratti dal vero alla fiamminga..." (Bottero).
E dai fiamminghi il Crivelli resta lontano anche nella rappresentazione degli oggetti: "stoffe, ricami e nastri perdono la loro natura tessile; l'oro del fondo non è sostanzialmente diverso da quello degli oggetti..." (Bottero).